# هنري إس. رووي
هنري إس. رووي (بالإنجليزية: Henry S. Rowe)‏ هو سياسي أمريكي، ولد في 11 أكتوبر 1851 في الولايات المتحدة، وتوفي في 20 مارس 1914 في الولايات المتحدة. حزبياً، نشط في الحزب الجمهوري.